# سدیم اریتروبات
سدیم اریتروبات (به انگلیسی: Calcium erythorbate) با فرمول شیمیایی Ca(C۶H۷O۶)۲ یک ترکیب شیمیایی است. که جرم مولی آن ۳۹۰٫۳۱ g/mol می‌باشد. 